# Leonor Antunes
Leonor Antunes é uma artista plástica de origem portuguesa, radicada em Berlim desde 2005. Frequentou o primeiro ano do curso de Cenografia da Escola Superior de Teatro e Cinema (1992-93), em Lisboa e depois realizou a sua licenciatura em Artes Visuais - Escultura na Faculdade de Belas Artes da Universidade de Lisboa (1993-98). Representará o Pavilhão de Portugal na 58ª Bienal de Veneza, em 2019. A exposição da artista portuguesa, com o título Uma costura, uma superfície, uma dobradiça e um nó (a seam, a surface, a hinge, or a knot), com curadoria de João Ribas, será instalada no Palácio Giustinian Lolin, em Veneza, pode ser visitada de 11 de Maio a 24 de Novembro de 2019. 

## Arte

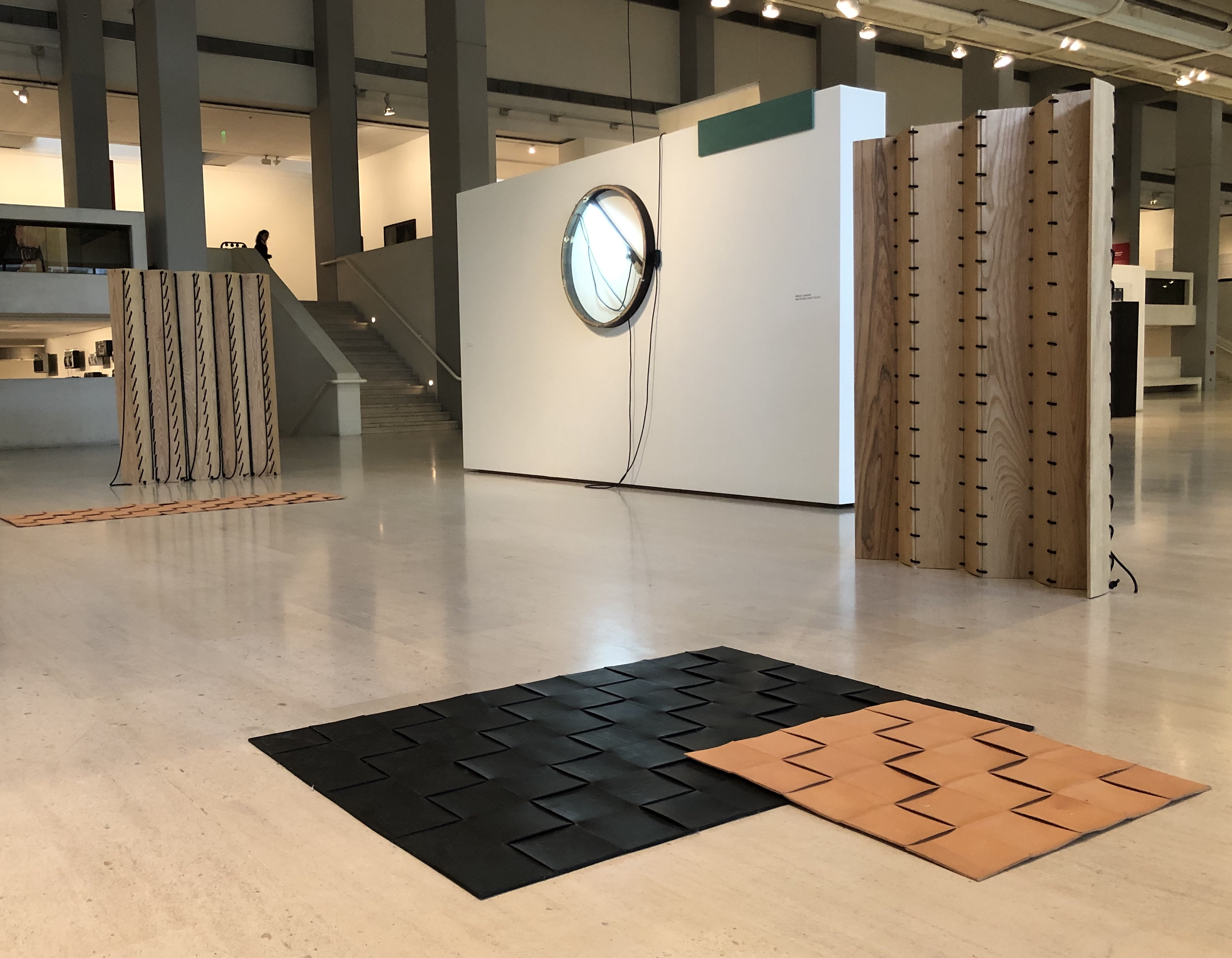
Leonor Antunes, detalhe da instalação "Evitando o Vento Mistral II", 2013 em exposição na Coleção Moderna da Fundação Calouste Gulbenkian, dezembro 2019.

O seu trabalho aproxima-se da herança minimalista e da arte conceptual das décadas de 1960 e 1970. Os seus projetos artísticos são determinados pelas características do espaço de exposição, sendo o visitante frequentemente convidado a estabelecer uma relação empenhada com a situação expositiva . Realizou mostras individuais em  instituições internacionais dedicadas à arte contemporânea, tais como, Museu Rufino Tamayao (2018), na Cidade do México, Whitechapel Gallery (2017), em Londres, San Francisco MoMA (2016)  e New Museum (2015), em Nova Iorque.   

## Coleções
A obra de Leonor Antunes pertence a várias coleções: Tate, Reino Unido; Coleção Daimler, Stuttgart, Alemanha; Associação Nacional de Farmácia, Lisboa, Portugal; Fundação Calouste Gulbenkian, Lisboa, Portugal; Yerba Buena Center for the Arts, São Francisco, EUA; Culturgest, Caixa Geral de Depósitos, Lisboa, Portugal; Musée d’Art Moderne de la Ville de Paris, França; FRAC Marseille, França; FNAP Fonds National d'Arts Contemporains, França; Museo Nacional Reina Sofía, Madrid, Espanha; FRAC Aquitaine, França; Coleção PLMJ, Lisboa, Portugal; Fundação de Serralves, Porto, Portugal; Fiorucci Art Trust, Londres, Inglaterra; San Francisco Museum of Modern Art, EUA; Perez Art Museum, Miami; Coleção Jumex, México; Coleção Coppel, México; CAPC Musee d’art Contemporain, Bordeaux.

## Prémios
- 2001 Prémio Fundação EDP.[17]